# Pivote (balonmano)

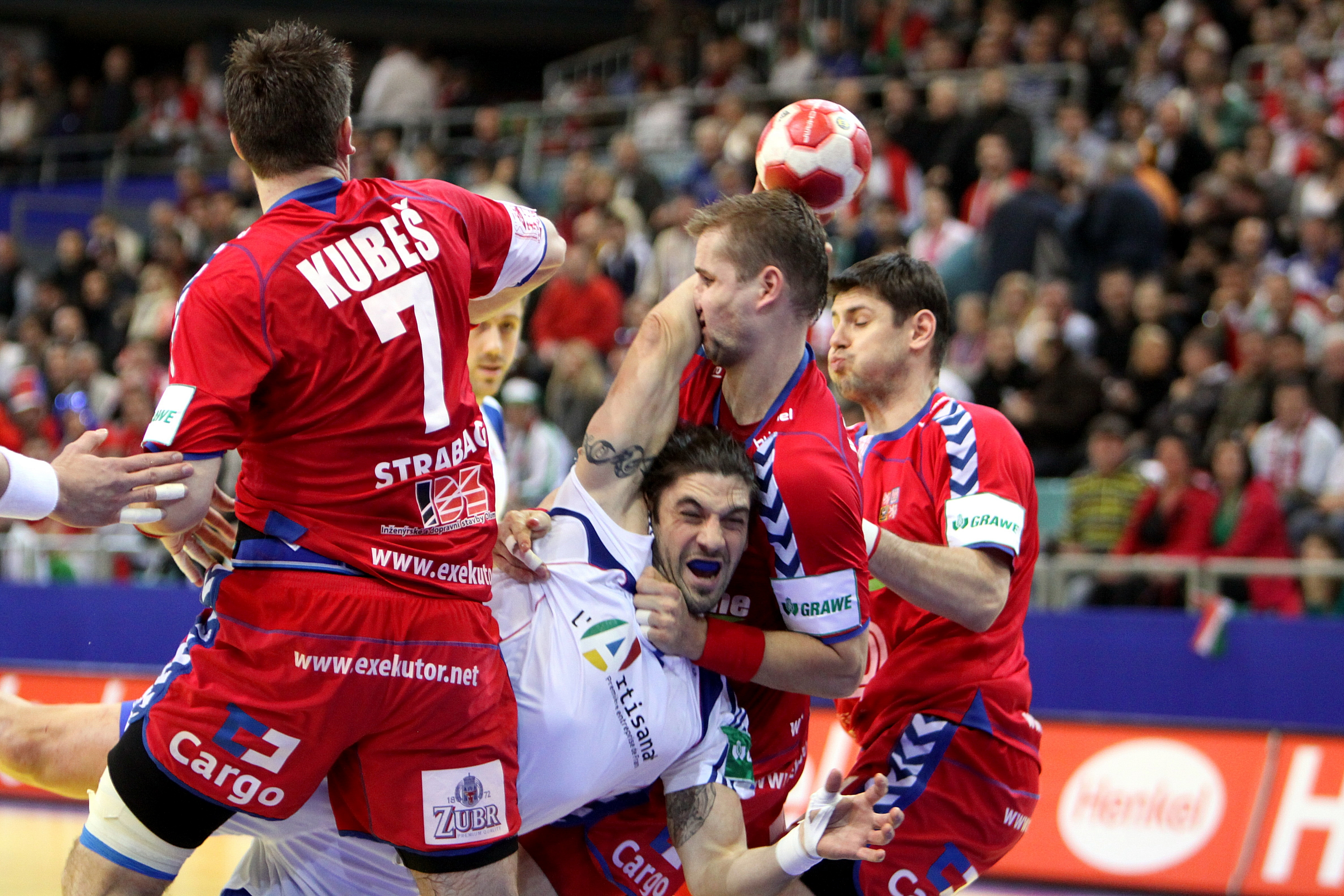
Bertrand Gille (Francia) bloqueado por tres jugadores checos en el Europeo de 2010.

El pivote es una posición de balonmano en la cual el jugador se coloca cerca de o entre la defensa rival.

## Funcionamiento del pivote

### Ataque
En ataque, un pivote intenta crear huecos y espacios por los cuales sus compañeros de equipo puedan penetrar para intentar tirar a portería. Además, el pivote también puede recibir pase si él mismo es capaz de aprovechar el hueco que ha creado, de nuevo con la intención de crear gol. Por lo general, un pivote se suele colocar entre un central y un lateral rivales, aunque en ocasiones se coloca entre un lateral y un extremo con el objetivo de crear huecos que su extremo o él mismo puedan aprovechar. 
En ocasiones un equipo puede jugar con 2 pivotes, uno en cada lado. Esto se suele hacer eliminando el puesto de central, y haciendo que los dos laterales se encarguen de distribuir el juego. El doble pivote se suele utilizar en la recta final de los partidos, sobre todo si el equipo va perdiendo, para intentar dar un enfoque más ofensivo al ataque, aunque esto suele afectar a la capacidad de organización y distribución del juego del equipo. 
En ataque un pivote suele ser el encargado de sacar los golpes francos, es decir, el encargado de empezar el juego después de que él o sus compañeros hayan recibido una falta simple. 
Para cumplir su objetivo en el ataque, la mayoría de los pivotes suelen utilizar el bloqueo, consistente en impedir o dificultar el paso de un defensa en una cierta posición, posicionando su cuerpo en un lugar u otro para conseguirlo. Es por eso que, en general, los pivotes suelen ser los jugadores más altos y pesados del equipo con alturas entre 1,80 y 2,15 metros y pesos entre los 75 y los 110 kilos.

### Defensa
En defensa , el pivote también recibe la denominación de 3 y es el jugador situado en el centro. Si el esquema defensivo es de 6-0 (los 6 jugadores en una misma línea), el pivote se situará en uno de los 2 puestos centrales, siendo el otro ocupado por el central del equipo. En este caso, el pivote suele encargarse de cubrir al pivote contrario, apoyar a su respectivo lateral en caso de un ataque por esa zona y encargarse de cerrar el hueco abierto cuando el central salga a bloquear a un jugador rival entrante. El pivote del otro equipo normalmente intentará aprovechar ese espacio para recibir un pase y rematar solo ante el portero, por lo que es misión del pivote defensor "agarrarlo" para que no pueda tirar.
Si el esquema de juego es de 5-1 (9 jugadores en la misma línea con un jugador avanzado respecto a esta), el pivote se situará en el puesto central de la línea de 5. En esta formación el pivote es la figura más importante de la defensa, ya que además de apoyar a ambos laterales, también debe proteger su zona, siendo esta más ancha ahora por culpa de la ausencia del central, que ahora está defendiendo unos metros por delante de él. En este esquema los laterales y el pivote enemigo intentará aprovechar el gran espacio entre el pivote defensivo y los laterales defensivos para tirar a puerta, por lo que es función de estos el evitar que rematen, mediante el uso de agarrones, bloqueos o incluso faltas.
En otros esquemas de juego, tales como el 4-2 o el 3-3, el pivote sigue ejerciendo la misma función que en los casos anteriores.

## Jugadores históricos
Pivotes elegidos como el IHF Jugador del Año:
- Magnus Wislander (1990)
- Dragan Škrbić (2000)
- Bertrand Gille (2002)

Pivotes elegidas como la IHF Jugadora del Año:
- Heidi Løke (2011)

- Datos: Q1510951